# Antheomorphe elegans
Antheomorphe elegans Hertwig, 1882 è un esacorallo dell'ordine Actiniaria. È l'unica specie del genere Antheomorphe e della famiglia Antheomorphidae.